# Brunhild Steding
Brunhild Steding (geboren 1955) ist eine deutsche Juristin und ehemalige Richterin. Von 1995 bis 2007 war sie Richterin am Landesverfassungsgericht Mecklenburg-Vorpommern.

## Beruflicher Werdegang
Fast vierzig Jahre lang war Brunhild Steding als Richterin am Amtsgericht Güstrow tätig, bis sie Ende April 2021 in Ruhestand ging.
1995 schlug der besondere Ausschuss dem Landtag Mecklenburg-Vorpommern die Juristin für das Amt einer Richterin am Landesverfassungsgericht Mecklenburg-Vorpommern vor. Mit 63 Ja-Stimmen von 66 gültigen Stimmen erreichte Brunhild Steding bei der Wahl am 22. November 1995 die nötige Zweidrittelmehrheit und wurde für eine zwölfjährige Amtszeit Mitglied des Gerichts. Im November 2007 schied sie aus dem Landesverfassungsgericht aus.